# توسرید
توسرید (به سوئدی: Tosseryd) یک منطقهٔ مسکونی در سوئد است که در بخش بوروس واقع شده‌است. توسرید ۰٫۲۷ کیلومتر مربع مساحت و ۲۲۳ نفر جمعیت دارد.